# Nemeritis cingulata
Nemeritis cingulata là một loài tò vò trong họ Ichneumonidae.